# Little Know It All
«Little Know It All» — пісня, спільно записана панк-рок-групою Sum 41 та Іґґі Попом для альбому Іґґі Skull Ring. Також вони разом виконали пісню на шоу Девіда Леттермана (англ. Late Show with David Letterman). Пізніше Іґґі сказав, що вибрав Sum 41, тому, що «вони хлопці з яйцями».

## Відео
Є два кліпи на цю пісню, одна версія випущена для США, а інша для Європи.

## Список пісень
1. Little Know It All (3:34)

## Виконавці
- Джеймс «Iggy Pop» Остерберг — вокал
- Деррік «Bizzy D» Уіблі — гітара, бек-вокал
- Дейв «Brownsound» Бекш (Dave Baksh) — гітара, бек-вокал
- Джейсон «Cone» МакКеслін — бас-гітара, бек-вокал
- Стів «Stevo32» Джокс — ударні